# 张轩
张轩（1958年5月—），女，河北滦县人，中华人民共和国政治人物。西南政法学院法律系毕业，经济法专业研究生，高级政工师。是中共第十六至十八届中央候补委员。曾任重庆市高级人民法院院长，中共重庆市委副书记，重庆市人大常委会主任。国家二级大法官。

## 生平

### 早年经历
1975年，中学毕业的张轩在云南省昆明市官渡区插队劳动。1976年，通过招工进入云南滇中石油勘探处当工人，后转任团委干事。1979年4月加入中国共产党。1981年考入西南政法学院法律系学习；在校期间，曾担任学校学生会主席，全国学联副主席。1985年大学毕业后，被提拔为共青团四川省重庆市委组织部部长。虽为法律科班出身，但此后张轩一直在重庆市党务机关、社团单位工作；曾历任共青团四川省重庆市委副书记，重庆市（省辖市）青联副主席、主席，大渡口区委副书记，四川省重庆市妇联主席等职。1997年，重庆市升格为直辖市后，张轩续任重庆市妇联主席。

### 重庆高院院长
2001年1月，张轩被任命为重庆市高级人民法院副院长；当年6月，前院长赵俊如由于“违反组织纪律”被处理，并辞去了院长职务；重庆市人大遂任命张轩为市高院代理院长；并于次年1月，正式出任重庆市高院院长。2002年3月，44岁的张轩获任中华人民共和国二级大法官，成为首批任命的41位大法官中年龄最小的一位；同时也是仅有的三位女大法官之一（其她两位分别是，前安徽省高院院长韩云萍，前宁夏自治区高院院长黑俊英）。

### 重庆市委副书记
2007年5月27日，在中共重庆市第三届委员会第一次会议上，张轩当选市委副书记；当年7月起，兼任市委党校校长；12月，辞去了重庆市高院院长的职务。

### 市人大主任
2013年1月，当选为重庆市人大常委会主任；当年4月起，不再担任市委副书记职务。2018年2月24日，当选为第十三届全国人大代表。她在担任了十年重庆市人大主任之后，于2023年1月卸任，原重庆市政协主席王炯接任市人大主任。